# Comuna Petrești, Dâmbovița
Petrești este o comună în județul Dâmbovița, Muntenia, România, formată din satele Coada Izvorului, Gherghești, Greci, Ionești, Petrești (reședința), Potlogeni-Deal și Puntea de Greci.

## Geografia

### Așezare
Comuna se află în sud-vestul județului, pe malul stâng al Neajlovului, în apropiere de orașul Găești, și este străbătută de autostrada București–Pitești și de șoseaua națională DN61, care leagă Găeștiul de Giurgiu, prin Ghimpați.

## Demografie
Componența etnică a comunei Petrești
     Români (89,95%)
     Alte etnii (0,22%)
     Necunoscută (9,83%)
Componența confesională a comunei Petrești
     Ortodocși (89,42%)
     Alte religii (0,33%)
     Necunoscută (10,25%)
Conform recensământului efectuat în 2021, populația comunei Petrești se ridică la 5.085 de locuitori, în scădere față de recensământul anterior din 2011, când fuseseră înregistrați 5.791 de locuitori. Majoritatea locuitorilor sunt români (89,95%), iar pentru 9,83% nu se cunoaște apartenența etnică. Din punct de vedere confesional, majoritatea locuitorilor sunt ortodocși (89,42%), iar pentru 10,25% nu se cunoaște apartenența confesională.

## Politică și administrație
Comuna Petrești este administrată de un primar și un consiliu local compus din 15 consilieri. Primarul, Lucian Daniel Andrei[*], de la Partidul Național Liberal, este în funcție din 2008. Începând cu alegerile locale din 2024, consiliul local are următoarea componență pe partide politice:
|  | Partid                          | Consilieri | Componența Consiliului | Componența Consiliului | Componența Consiliului | Componența Consiliului | Componența Consiliului | Componența Consiliului | Componența Consiliului | Componența Consiliului | Componența Consiliului | Componența Consiliului |
|  | ------------------------------- | ---------- | ---------------------- | ---------------------- | ---------------------- | ---------------------- | ---------------------- | ---------------------- | ---------------------- | ---------------------- | ---------------------- | ---------------------- |
|  | Partidul Național Liberal       | 10         |                        |                        |                        |                        |                        |                        |                        |                        |                        |                        |
|  | Partidul Social Democrat        | 3          |                        |                        |                        |                        |                        |                        |                        |                        |                        |                        |
|  | Alianța pentru Unirea Românilor | 2          |                        |                        |                        |                        |                        |                        |                        |                        |                        |                        |

### Zone protejate
În apropierea satului Petrești se află rezervația naturală Poiana Narciselor (arie naturală protejată cu o suprafață de 15 ha, înființată prin Hotărârea de Guvern Nr.2151 din 30 noiembrie 2004), care ocupă o parte din teritoriul administrativ al comunei Petrești, cu extindere și în spațiul comunei Vișina. Primăria serbează ziua narciselor în fiecare an, în luna aprilie, odată cu zilele comunei, dată la care oficialitățile locale organizează diferite manifestări culturale ce îmbină folclorul cu tradiția, într-un cadru natural de excepție).

## Istorie
La sfârșitul secolului al XIX-lea, comuna făcea parte din plasa Cobia a județului Dâmbovița și avea în compunere satele Ragu și Petrești, cu o populație de 854 de locuitori. În comună funcționau patru mori de apă, două biserici și două școli, dintre care una cu un sediu construit de generalul Fălcoianu. La acea vreme, pe teritoriul actual al comunei mai funcționau în aceeași plasă și comunele Greci, Ionești și Puntea de Greci. Comuna Greci avea în compunere satele Greci,Zăvoiu Orbului și Izvoru, cu 1629 de locuitori; aici funcționau trei biserici, o școală și o moară de apă. Comuna Puntea de Greci avea doar satul de reședință, cu 686 locuitori, în compunere și în ea existau o biserică și o școală. Comuna Ionești, cu satele Ionești, Palade și Gherghești, cu 720 de locuitori avea doar o biserică.
În Anuarul Socec din 1925, comunele Greci, Petrești și Puntea de Greci apar deja comasate, sub numele de Greci, comună din care făceau parte satele Greci, Puntea de Greci și Petrești, cu 2248 locuitori, și arondată plășii Găești din același județ. Comuna Ionești își păstra componența.
În 1950, comunele au trecut în compunerea raionului Găești din regiunea Argeș. Comuna Greci a căpătat în timp numele de Petrești. În 1968, cele două comune au revenit la județul Dâmbovița, reînființat, dar comuna Ionești a fost desființată și inclusă în comuna Petrești, tot atunci dispărând și satul Paladi, inclus în satul Ionești.

## Personalități
- Radu Greceanu (n. cca. 1655/1660 – d. ante 9 iulie 1725), dregător și cronicar muntean (autor al cronicii oficiale a lui Constantin Brâncoveanu).